# Зеленоголовая лебия
Зеленоголовая лебия (лат. Lebia chlorocephala) — среднеумеренный евросибирский вид жуков  из подсемейства харпалин (Harpalinae) семейства жужелиц (Carabidae). Распространён от Европы, за исключением крайнего севера и крайнего юга, восточнее до Кавказа и Западной Сибири.

## Описание
Длина тела жуков 5—8 мм. Тело длинное зелёное и оранжевое с металлическим отблеском. Промежутки надкрылий почти гладкие. Нижняя сторона тела чёрная. Два первых членика усиков и голени красные.

## Экология
В Европе жуков можно встретить на лугах, богатых растительностью полянах в лесах и на глиняной земле на опушках лесов. Встретить жуков можно в местах, заросших двудомной крапивой.
Личинки жуков являются паразитами куколок травяных листоедов. Обычно в хозяинах их можно встретить под корой и камнями.

## Синонимы
В синонимику вида входят следующие биномены:
- Lamprias chlorocephalus (J. J. Hoffmann, 1803)[5]
- Lamprias chrysocephalus Motschulsky, 1864[5]
- Lamprias chrysocephala (Motschulsky, 1864)[6]
- Lamprias micans Des Gozis, 1873[6]
- Pterostichus (Feronia) insignicolor Roubal, 1937[6]
- Ilybius (Agabus) palustris E. Jacquet, 1887[6]